# Джек-пружинки-на-пятах

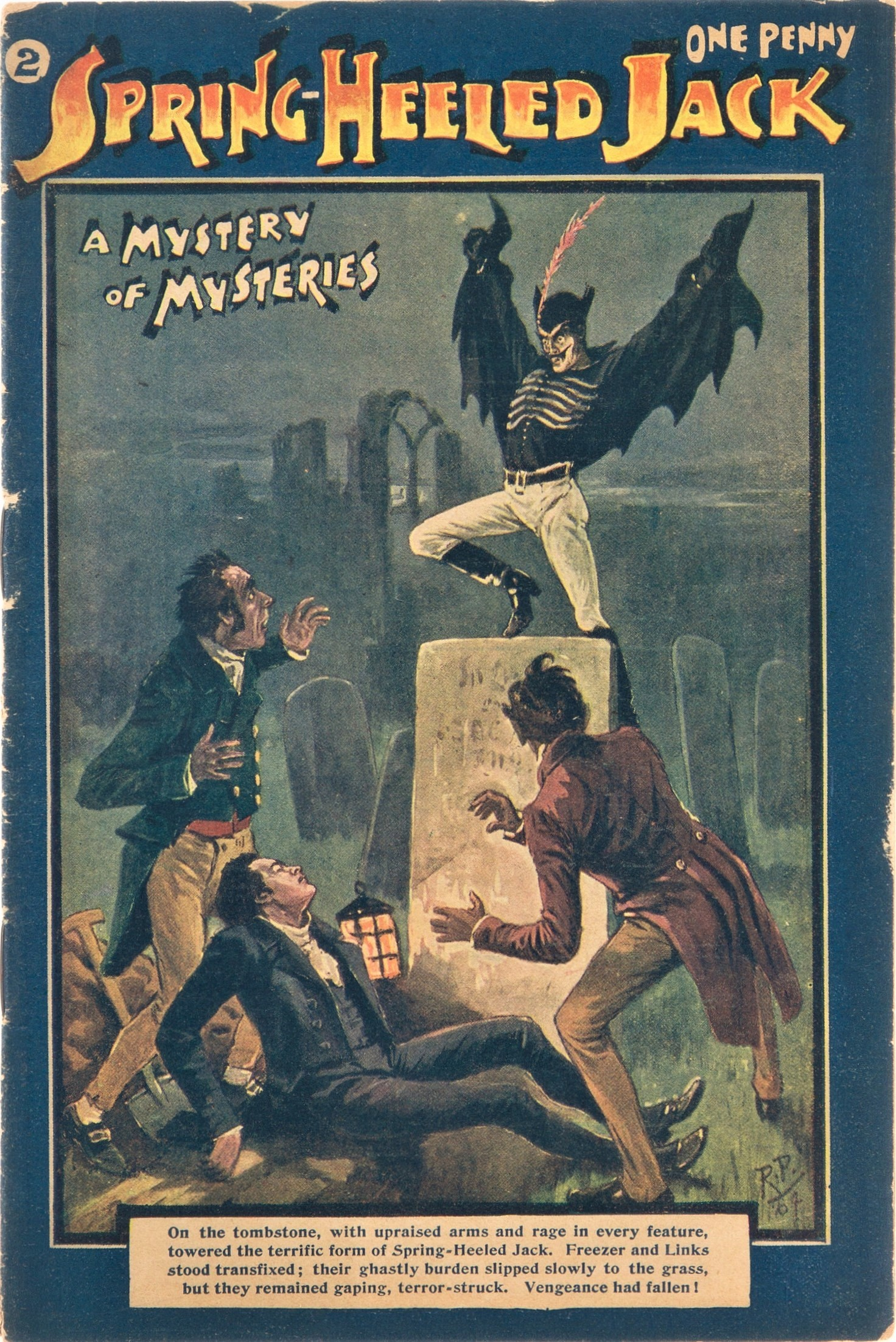
Джек на обложке журнала «Ужас за один пенни» (1890 год)

Джек-прыгун, Джек-попрыгун (англ. Spring-Heeled Jack, буквально — Джек-пружинки-на-пятах), — персонаж английского фольклора Викторианской эпохи, гуманоидное существо, примечательное прежде всего своей способностью совершать прыжки поразительной высоты. Самые первые сообщения о появлениях Джека-прыгуна в Лондоне датированы 1837 годом. Позднее его появления были зафиксированы во многих местах Англии — особенно в самом Лондоне, его пригородах, Ливерпуле, Шеффилде, Мидлендсе (центральная Англия) и даже Шотландии. «Пик» сообщений приходился на 1850-е-1880-е годы; несмотря на то, что ряд сообщений о встречах с Джеком из Англии и даже других стран поступал и в XX веке, последней датой его появления считается 1904 год.
Существует большое количество гипотез о природе и личности Джека-прыгуна, однако ни одна из них не является научно доказанной и не даёт утвердительных ответов на все вопросы, связанные с «деятельностью» Джека. Таким образом, его история остаётся необъяснённой до сих пор, науке неизвестно об устройстве, с помощью которого человек мог бы совершать подобные прыжки, а факт его реального существования оспаривается значительным числом историков.
Городская легенда о Джеке-прыгуне была невероятно популярной в Англии второй половины XIX века — в первую очередь из-за его необычного внешнего вида, агрессивного эксцентричного поведения (в рассказах Джек нередко нападал на людей) и упомянутой способности совершать невероятные по высоте прыжки, — вплоть до того, что Джек стал героем нескольких художественных произведений европейской «бульварной литературы» XIX—XX веков.
История Джека-прыгуна значима[кому?] из-за двух моментов. Во-первых, его образ оказал огромное влияние на «комикс-культуру» XX века, и именно его одеяние стало прототипом «супергеройского» костюма (например, костюма Бэтмена). Во-вторых, это единственное в истории человечества «разумное мистическое существо», «дело» которого обсуждалось на уровне государственного учреждения, пришедшего к признанию его реальности.

## Внешний вид
Ни одной фотографии Джека-прыгуна не существует, поэтому судить о его облике можно лишь по описаниям жертв и очевидцев его появлений и нападений на людей, многие из которых весьма схожи. Большинство видевших Джека описывали его как человекоподобное существо высокого роста и атлетического телосложения, с «отвратительным», «дьявольским» лицом, заострёнными торчащими ушами, большими когтями на пальцах рук и светящимися выпученными глазами, которые «напоминают красные огненные шары». В одном из описаний отмечено, что Джек был одет в чёрный плащ, в другом — что на его голове было подобие шлема, а одет он был в облегающую белую одежду, поверх которой накинут непромокаемый плащ. Иногда его описывали как «дьявола», иногда — как «высокого и худого джентльмена». Наконец, во многих описаниях указывается, что Джек мог испускать изо рта клубы синего и белого пламени, а также что когти на его руках были металлическими. Как минимум два человека утверждали, что Джек мог говорить по-английски, причём не только изъяснялся внятно и грамотно, но и обладал своеобразным чувством юмора.

## История

### Первоначальные сообщения о призраках
В начале XIX века в Лондоне стали распространяться слухи о призраках на улицах Лондона, которые описывались как прозрачные человекоподобные фигуры, нападавшие на одиноких ночных прохожих. Рассказы об этих фигурах являются частью традиционных для Лондона и Англии в целом «историй о привидениях», и некоторые авторы утверждают, что эти слухи как раз и легли позднее в основу историй о Джеке-прыгуне.
Наиболее интересными с точки зрения сопоставления с Джеком из этих историй были слухи о призраке в Хаммерсмите, на западной окраине Лондона, который появлялся в 1803—1804 годах и затем в 1824 году, а также слухи о призраке в Саутгемптоне, который нападал на прохожих ночью. Это привидение имело множество черт Джека-прыгуна, в частности, описывалась способность к прыжкам через целые здания, хотя рост создания указывался в десять футов.

### Ранние сообщения

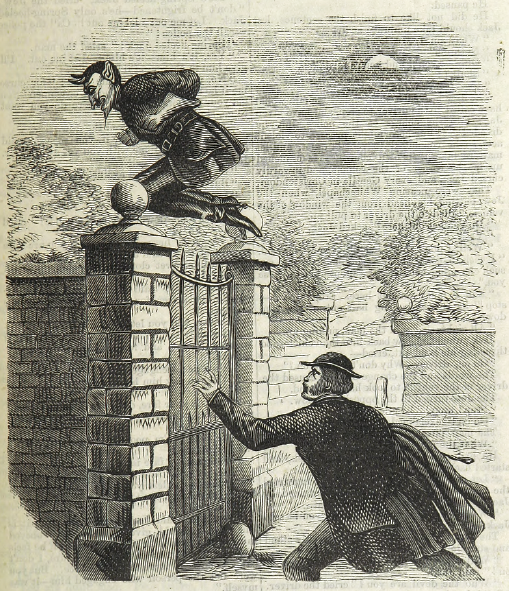
Рисунок первой документированной встречи человека с Джеком в 1837 году из журнала «penny dreadful».

Самым первым сообщением о наблюдении именно Джека-прыгуна можно считать рассказ прохожего о прыгающем человеке в Лондоне в 1817 году. Традиционно первым появлением Джека считается случай 1837 года. Точно так же как последним наблюдением именно его считается случай 1904 года, хотя отдельные сообщения о встречах случались и позже.
Первый доклад жителя Лондона о Джеке-прыгуне относится к сентябрю 1837 года. Лондонский бизнесмен, возвращавщийся поздно ночью домой с работы через кладбище, над высоким забором заметил человекоподобную фигуру, которая исчезла во мраке. Очевидец не упоминал никаких агрессивных действий со стороны Джека, однако описал заострённые уши, когти на руках, огромные горящие глаза.
Вскоре после этого инцидента Джек появился ночью на одной из лондонских улиц, неслышно приблизившись к группе людей. Своей жертвой он сначала выбрал одного из мужчин, которого схватил за пальто, порвав его, однако мужчина сумел вырваться и убежать. Тогда Джек напал на находившуюся здесь же девушку по имени Полли Адамс, работавшую официанткой в соседнем баре. Через несколько часов полиция нашла её лежащей на земле. По описаниям свидетелей, Джек схватил её, разорвал на ней одежду, схватил за грудь, а затем воткнул когти ей в живот, вызвав сильное кровотечение, из-за которого Полли впала в кому, но осталась жива.
Ночью 1 октября 1837 года девушка по имени Мэри Стивенс шла к Лавандер-Хиллу, где работала в качестве прислуги, после посещения дома своих родителей в Баттерси. На пути через Клапхэм (Гриффин-Парк) из темноты на дорогу перед ней внезапно выпрыгнуло странное человекоподобное существо, которое схватило её, скрутило руки и начало целовать в лицо, одновременно разрывая на ней одежду и трогая её тело когтистыми руками, прикосновения которых Мэри описывала как «холодные и липкие, словно у мертвеца». В панике девушка сильно закричала, что вынудило Джека быстро бежать с места нападения. Крики Мэри привлекли внимание некоторых местных жителей, которые сразу же стали искать нападавшего, но не смогли его обнаружить.
На следующий день Джек, как сообщалось, активизировал свою деятельность в окрестностях дома Мэри, напав на целый ряд людей самыми разными способами. Например, Джек запрыгнул на проезжавшую по улице повозку-кэб, в результате чего кучер потерял управление. Произошла авария, кучер и пассажиры получили серьёзные травмы. Некоторые свидетели утверждали, что Джек бежал с места преступления, перепрыгнув в том числе стену высотой в девять футов, и смеялся высоким и звонким смехом.
Несколько дней спустя Джек напал на женщину — во дворе церкви в Клапхэме. Лондонская полиция нашла неопознанные следы глубиной приблизительно 3 дюйма (7,5 см). Полицейскими была замечены странные «рисунки» внутри следов, что дало им основания указать в отчёте, что «в подошвах нападавшего были установлены некие устройства, возможно — сжимающиеся пружины». Гипсовые слепки полицейские делать не стали, и вскоре следы были уничтожены дождём.
Постепенно слухи о Джеке-прыгуне и его дерзких нападениях на людей распространились по всему Лондону и попали в газеты, которые и дали ему имя, под которым он вошёл в историю, — Джек-прыгун (англ. Spring-heeled Jack).

### Официальное признание существования

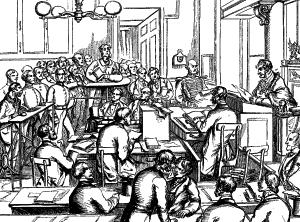
Публичное заседание в Mansion House, Лондон (около 1840 года).

Через несколько месяцев после описанных выше наблюдений, 9 января 1838 года, сэр Джон Кован, лорд-мэр Лондона, на открытом заседании в своей резиденции Mansion House рассказал об анонимном письме, полученном им несколько дней назад, и сказал, что надеется получить вскоре более подробную информацию. Автор письма подписался «жителем Пэкхема» и написал следующее:
Похоже, что некоторые люди (или, как предполагает автор, представители „высшего класса“) заключили своеобразное пари с неким отчаянным и безрассудным человеком, что он не сможет посетить различные места Лондона и его пригородов в трёх различных нарядах — призрака, медведя и дьявола, а также что он не осмелится забраться в сады джентльменов и тревожить обитателей особняков. Ставки, однако, были сделаны, и бесчеловечный злодей уже успел лишить семь дам чувств, причём две из них не только не смогут их восстановить, но и наверняка станут бременем для своих семей. У одного дома этот мужчина позвонил в колокольчик, а когда служанка подошла к ней, он предстал перед ней в костюме не менее ужасном, чем призрак. В итоге бедная девушка сразу же потеряла сознание и с этого момента больше так и не пришла в чувство. Дело длится уже в течение некоторого времени, но, как ни странно, газеты до сих пор молчат по этому вопросу. Автор полагает, что они располагают всей информацией по этому вопросу, однако по каким-то причинам хранят молчание.
Хотя сам лорд-мэр отнёсся к этой истории довольно скептически, некоторые члены аудитории подтвердили, что «служанки из Кэнгсингтона, Хаммерсмита и Илинга рассказывали ужасные истории об этом призраке или дьяволе». Статья о Джеке была напечатана в The Times 9 января, в других крупных газетах — 10 января, а на следующий день после этого лорд-мэр получил колоссальное количество писем из разных районов Лондона и его пригородов, в которых люди жаловались на «шалости нечестивого». Количество пришедших в резиденцию мэра писем позволяет предположить, что в последнее время Джек был более всего активен в пригородах Лондона. Один из авторов писал, что несколько женщин в Хаммерсмите были сильно напуганы «ужасным видом» Джека, а некоторые были «тяжело ранены когтями на руках злодея». Другой автор утверждал, что в Стоквилле, Брикстоне, Камбервилле и Ваксхалле несколько человек умерли от страха и ещё несколько были близки к этому из-за нападений Джека, а ещё один показал, что «шутника» часто видели в Льюишаме и Блэкхете.
Сам лорд-мэр считал, что в истории были допущены «величайшие преувеличения» и что это совершенно невозможно, «чтобы призрак выполнял „подвиги“ дьявола на земле». Мэр пообещал, что затеявший или затеявшие эту «пантомиму» будут пойманы и наказаны. Полиции было дано указание отыскать виновных, было предложено денежное вознаграждение за информацию о Джеке. К поискам Джека подключились многие известные и уважаемые люди Лондона, включая сэра Эдварда Харрингтона, но поймать его не удалось.
Отчёт из The Brighton Gazette, появившийся в The Times от 4 октября 1838 года, рассказывал о садовнике из Розхилла (Сассекс), который был в ужасе от встречи с неизвестным ужасным существом. The Times писала, что «Джек-прыгун, судя по всему, достиг Сассекса», хотя этот отчёт в целом мало похож на другие случаи встреч с Джеком. Инцидент произошёл 13 апреля, когда садовник увидел в саду существо, «похожее на медведя или другое четвероногое животное». Привлекая внимание садовника рычанием, существо запрыгнуло на стену сада, пробежало по ней немного на четвереньках, а затем спрыгнуло вниз и погналось за садовником, преследуя его в течение определённого времени. После того как садовник был окончательно испуган, существо снова запрыгнуло на стену и удалилось.

### Случаи со Скейлз и Олсоп

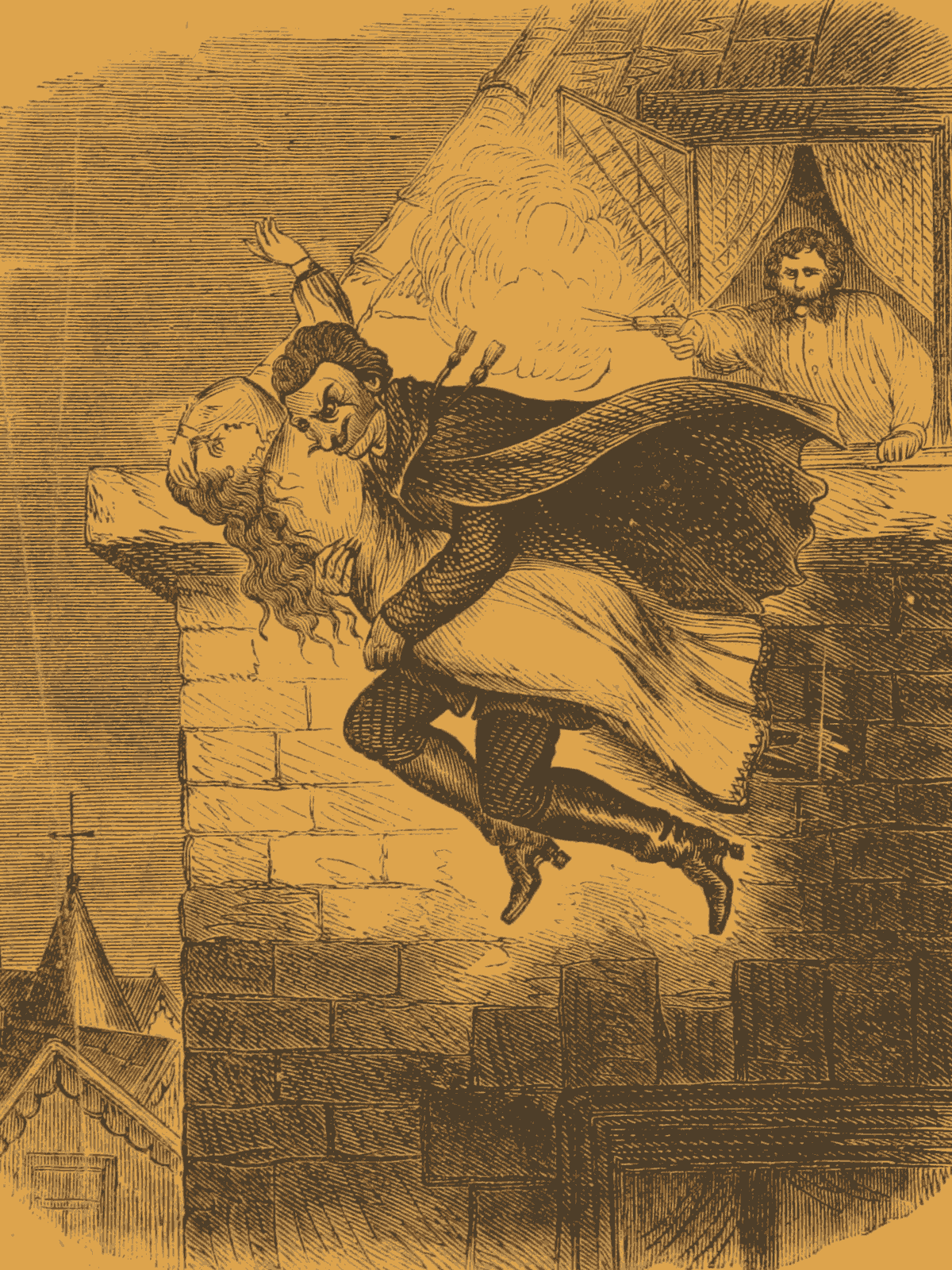
Ещё один рисунок Джека из ранних выпусков журнала Penny Dreadful.

Возможно, самыми известными из предполагаемых преступлений Джека-прыгуна стало его нападения на двух девочек-подростков, Люси Скейлз и Джейн Олсоп. Показания Олсоп активно освещались в прессе и в том числе в The Times, тогда как случай со Скейлз получил меньше огласки — возможно, потому, что Олсоп происходила из богатой купеческой семьи. Освещение в прессе этих двух случаев сопутствовало распространению слухов о Джеке по всей стране.

#### Случай с Олсоп
Джейн Олсоп сообщила, что в ночь на 20 февраля 1838 года она услышала стук в дверь дома её отца на Бирхайнд Лэйн. Говоривший за дверью представился полицейским, сообщил, что «мы поймали Джека-прыгуна в этом переулке», и попросил вынести ему свечу. Когда девушка принесла свечу и открыла дверь, выйдя на улицу, то увидела высокого человека в большом плаще. Когда этот человек взял свечу из её рук, то скинул плащ, представ, по словам Олсоп, в «самом отвратительном и страшном облике», и выпустил изо рта клубы синего и белого пламени, а его глаза напоминали «красные огненные шары». Мисс Олсоп также сообщила, что на голове у него было подобие шлема, а одет он был под плащом в белую облегающую одежду из ткани, похожей на клеёнчатую. Не говоря более ни слова, он схватил девушку и начал рвать на ней одежду когтями, которые, как она была уверена, «были отчасти металлическими». Она закричала, и в итоге ей удалось вырваться из лап Джека и побежать к дому. Джек настиг её на ступеньках и стал раздирать ей когтями руки и шею. Джейн была спасена подоспевшей сестрой и другими родственниками, поднявшими шум и сумевшими втащить Джейн в дом. Джек, тем не менее, после этого от дома Джейн не ушёл, но когда на крики прибежали полицейские, то убежал, перемещаясь огромными прыжками.

#### Появление на Тёрнер-стрит
23 февраля 1838 года Джек объявился около торгового дома на Тёрнер-стрит, позвонил в дверь и сказал подошедшему слуге, что хочет говорить с господином Эйсвортом. Когда данный человек и мальчик-слуга открыли дверь, то увидели страшную фигуру с красными горящими глазами. Мальчик в ужасе закричал, привлекая внимание окружающих, и Джек в гневе ударил его по лицу, а затем одним махом вскочил на крышу соседнего дома. В полицейском отчёте с показаниями по этому случаю отмечалось, что мальчик успел заметить под плащом Джека рубашку, на спине которой была вышитая золотом буква «W».

#### Случай со Скейлз
28 февраля 1838 года восемнадцатилетняя Люси Скейлз и её сестра Маргарет возвращались ночью домой от своего брата Уильяма, мясника, который жил в престижном районе Лаймхаусе. Мисс Скейлз отметила в своих показаниях полиции, что она и сестра шли вдоль аллеи Зелёного Дракона, когда заметили стоящего на обочине дороги человека. Люси шла впереди своей сестры, и когда она поравнялась с этим человеком, одетым в большой плащ, то он внезапно испустил изо рта ей в лицо «струю голубого пламени», которая лишила её зрения и так испугала, что она упала на землю, корчась в припадке, который продолжался несколько часов.
Её брат также показал, что тем вечером он услышал крики одной из своих сестёр и, подбегая к аллее Зелёного Дракона, находившейся недалеко от его дома, увидел, что его сестра Люси лежит на земле в припадке, а Маргарет сидит возле неё, пытаясь привести её в чувство и удержать. Люси была доставлена домой, и тогда он узнал от Маргарет, что случилось. Она описала нападавшего на Люси как высокого худого джентльмена, одетого в большой плащ, с лампой или фонарём, какие обыкновенно используются полицейскими. Человек не разговаривал с ними и быстро пошёл прочь. По крайней мере четыре человека тогда сообщили, что видели в этом районе человека, запрыгнувшего с земли на крышу дома и затем бежавшего по крышам. Другие утверждали, что видели Джека там позже, 6 марта. Полиция арестовала несколько человек, но позднее они были отпущены.

### Распространение легенды

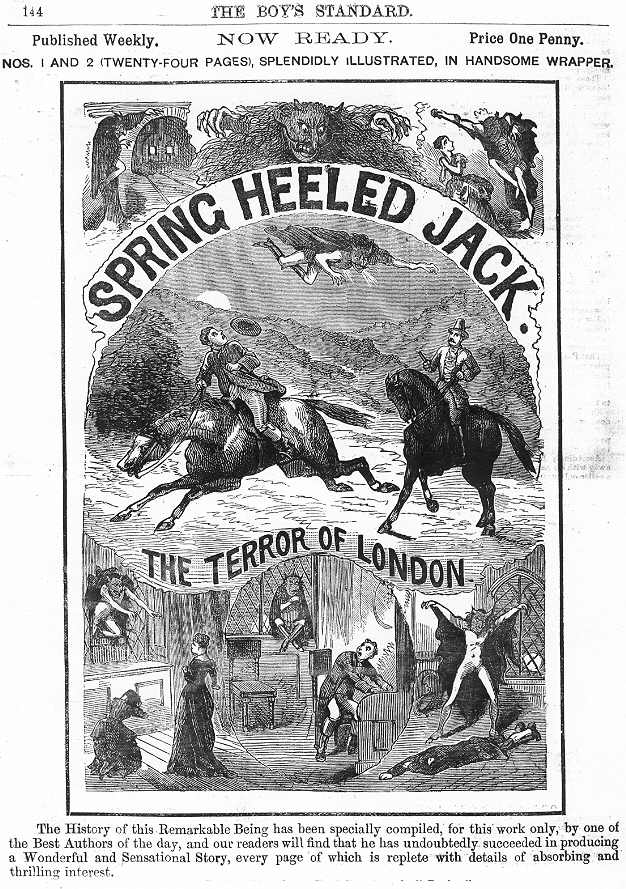
Ещё один рисунок Джека в Penny Dreadful (1886 год).

The Times описала нападение на Джейн Олсоп в номере от 2 марта 1838 года в статье «Ночное преступление в Олд Форде». Вскоре последовали арест и суд над неким Томасом Миллбанком, который сразу же после нападения на Джейн хвастался сослуживцам в «армии Моргана» тем, что он якобы и был Джеком-прыгуном. Он был арестован и судим в суде на Ламбет-стрит. Арестовавшим его офицером был Джеймс Ли, который ранее арестовывал известного бандита Уильяма Кордера, «Красного убийцу». Плащ и белый комбинезон были найдены у дома Джейн, и свеча, которую просил Джек, также была найдена неподалёку. Однако он был отпущен, так как Элсоп настаивала, что нападавший испускал изо рта огонь, тогда как Миллбак утверждал, что не способен делать ничего подобного.
После этих случаев Джек стал одним из самых популярных персонажей в Англии того времени. Его предполагаемые «подвиги» печатались в газетах, о нём сочиняли истории. В кукольном шоу Панча и Джуди дьявол даже был переименован в Джека-прыгуна, как писал Генри Мэйхью в своей книге «Лондонские рабочие и лондонская беднота»:
Это Сатана, то есть дьявол, но это неправда, и бедняки не любят это слово; теперь его принято называть „Джек-прыгун“ или „русский медведь“ — после войны.
Сообщений о нападениях Джека стало поступать меньше. В 1843 году в отчёте из Нортгемптоншира он описывался как «самый настоящий дьявол, с рогами и горящими глазами», а в Восточной Англии его нападения на извозчиков почтовых карет стали обычным делом. В июле 1847 года в «расследовании о Джеке-прыгуне» в Тинмуте, поданном на имя капитана Финча, говорится о двух случаях нападений Джека на женщин, во время которых на нём были «кожаное пальто, предположительно из свежесодранной воловьей кожи, тюбетейка, рога и маска». Имя Джека-прыгуна иногда связывали с загадочной находкой «следов дьявола» в 1855 году в Девоне.
Первое убийство, приписанное Джеку, было совершено в 1845 году. На Якобс-Айланд, в Бермондси, в районе, полном ветхих хижин и трущоб Джек якобы столкнул в одну из таких канав, носившую название «Глупой», шедшую по узкому мосту через неё тринадцатилетнюю проститутку Марию Дэвис, которая в итоге утонула. Свидетели рассказали полиции о том, что Джек внезапно запрыгнул откуда-то на мост, выпустил в лицо девочке огонь изо рта, а затем столкнул её в воду. Полиция выловила из канавы тело убитой. Официально её смерть после вскрытия зафиксировали как несчастный случай.

### Последние появления
В начале 1870-х годов снова сообщалось о появлениях Джека в нескольких местах Англии, значительно удалённых друг от друга. В ноябре 1872 года News of the World сообщала, что Пэкхем был в волнении от появлений так называемого «Духа Пэкхема», «таинственной фигуры, довольно ужасной по внешнему виду». Автор статьи отметил, что эта фигура — не кто иной, как «Джек-прыгун, ужас прошлого поколения». Подобные же рассказы были опубликованы в «Иллюстрированном новостном вестнике полиции». В апреле-мае 1873 года были многочисленные сообщение о «парковом призраке» в Шеффилде, которого местные жители тоже отождествили с Джеком-прыгуном. Тысячи людей каждую ночь выходили на «охоту» за призраком, но вскоре сообщения о нём перестали поступать.

#### Нападение Джека на военный лагерь в Элдершоте

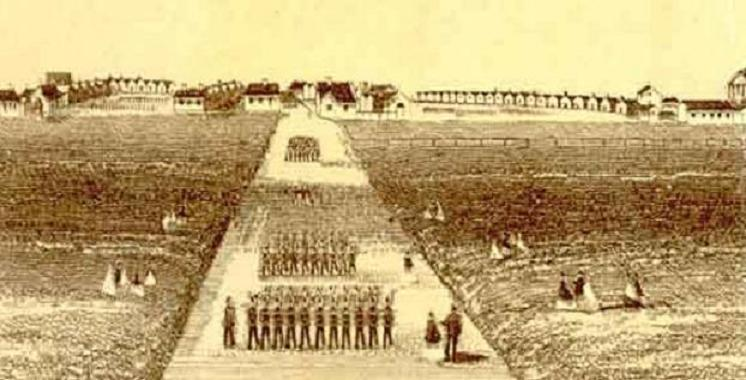
Казармы Элдершота — северная часть лагеря и центральная дорога, как они выглядели в 1866 году.

В августе 1877 года Джек проник в военный лагерь в Элдершоте. Ночью часовой у северных ворот лагеря заметил странную фигуру, «двигающуюся к нему». Солдат приказал незнакомцу остановиться, но ответа или остановки со стороны того не последовало. Неизвестный приблизился к солдату и внезапно несколько раз ударил его ладонью по лицу, причём прикосновения были описаны солдатом как «холодные, словно трупа». Часовой выстрелил в него в упор, но это не причинило нападавшему никакого вреда. Некоторые источники утверждают, что солдат выстрелил холостым патроном, а другие — что сделал только предупредительный выстрел в воздух или вообще промахнулся. На крики часового прибежали его сослуживцы, однако Джек, заметив их, внезапно одним прыжком запрыгнул на калитку ворот лагеря и стоял там, смотря на них горящими глазами, и улыбался. Внезапно Джек снова спрыгнул вниз, выпустил из рта синее пламя и погнался за солдатами, чем их напугал. После этого странная фигура вновь перепрыгнула ворота и исчезла в темноте с «удивительной грацией».
Лорд Эрнест Гамильтон в своей книге мемуаров «Сорок лет спустя» (1922) упоминал появление Джека-прыгуна в Элдершоте, однако он (видимо, ошибочно) утверждает, что эти события произошли зимой 1879 года, когда 60-й стрелковый полк, в котором он служил, был переведён в Элдершот, и также сообщал, что такое же нападение происходило ранее, зимой 1878 года, когда полк был расквартирован в Колчестере. Он рассказывал, что паника среди солдат после нападения Джека была столь велика, что часовым на постах раздали боевые патроны и приказали стрелять по «ночному террористу» на поражение и без предупреждения, после чего нападения прекратились. Сам Гамильтон считал, что все эти нападения были шутками, устраивавшимися одним из его сослуживцев, лейтенантом по фамилии Альфри. Вместе с тем не существует ни одного источника, согласно которому человек с фамилией Альфри когда-либо был судим военным судом за эти выходки.

#### Появление Джека в Линкольншире

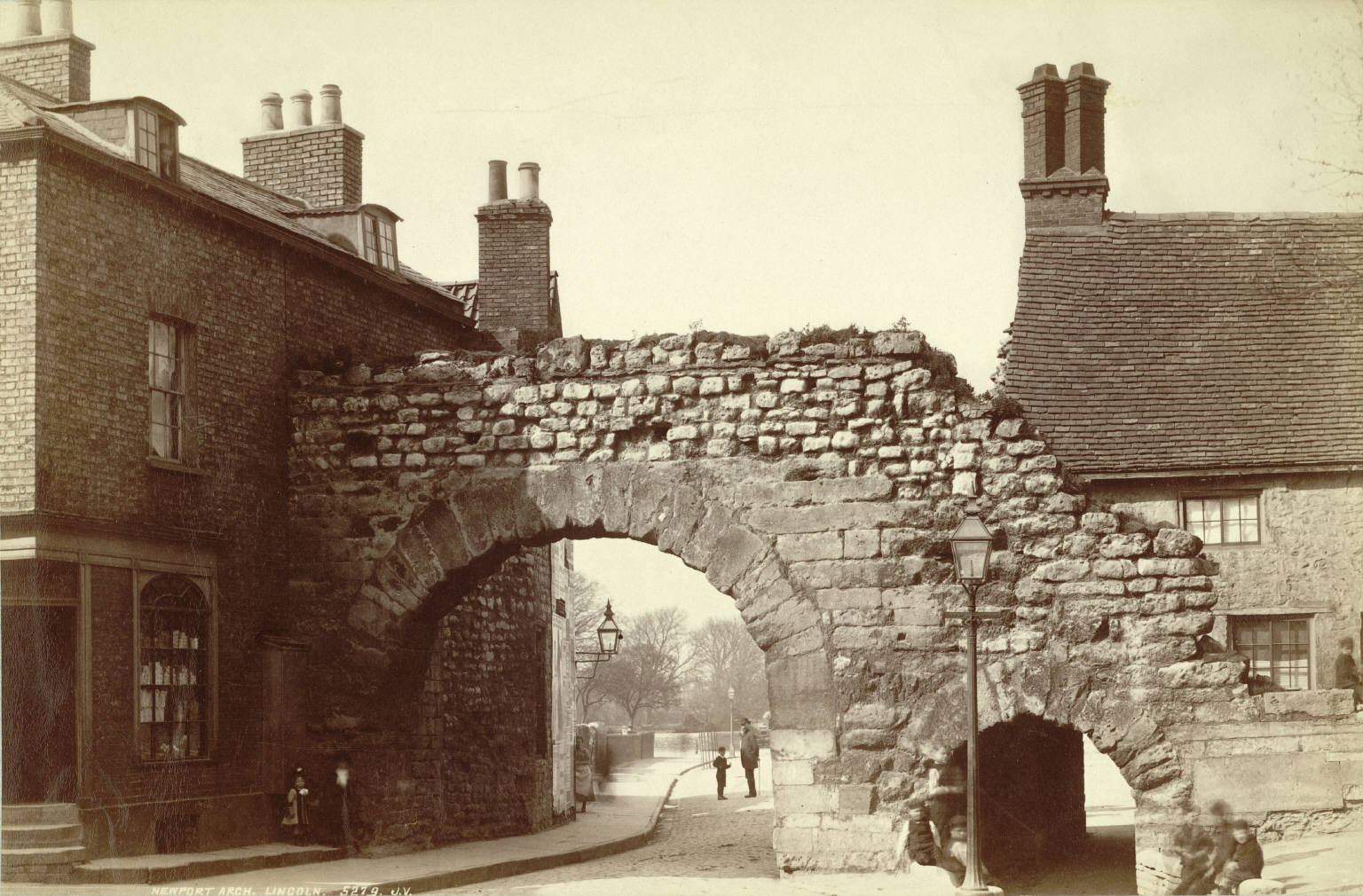
Ньюпортская арка (фотография конца XIX века), на которую якобы запрыгнул Джек-прыгун.

Осенью 1877 года Джека, как сообщается, видели на Ньюпортской Арке в Линкольне (Линкольншир), одетым в овечью шкуру и запрыгивающим на крыши домов. Местные жители погнались за ним. Сообщалось, что они якобы почти загнали его в угол и стреляли в него, но, как и в Элдершоте, выстрелы не причиняли ему никакого вреда. Отмечалось, что при попадании в него пуль раздавался некий «полый металлический звук, как будто бьют в пустое ведро». Используя свою способность к гигантским прыжкам (в этот раз он одним прыжком покрывал расстояние до 30 футов (9 метров)), Джек в итоге ушёл от погони, перепрыгнув преследователей и затем убежав.

#### Появления Джека в Ливерпуле
В конце XIX века сообщалось о появлениях Джека на северо-западе Англии. Примерно в 1888 году Джек появился в Эвертоне, Ливерпуль, где запрыгнул на крышу церкви святого Франциска Ксавьера на Солсбери-стрит. Это происходило при большом скоплении людей, в том числе полицейских, составивших об этом событии наиболее подробные отчёты. Свидетели сообщали, что после того, как Джек запрыгнул на крышу церкви, он через какое-то время спрыгнул вниз, приземлившись около домов. Толпа окружила его; их глазам предстал высокий и физически сильный человек, одетый в белый костюм и «яйцевидный» шлем. Он стоял совершенно спокойно, после чего вдруг разразился хохотом и совершил гигантский прыжок, запрыгнув на ближайшее здание, и убежал прочь по крышам ливерпульских домов.
В сентябре 1904 года он объявился в Ливерпуле, на Уильям-Генри-стрит, где напал на уличного бродягу. Появление в 1904 году считается последним наблюдением Джека-прыгуна.

#### Появления Джека в XX веке

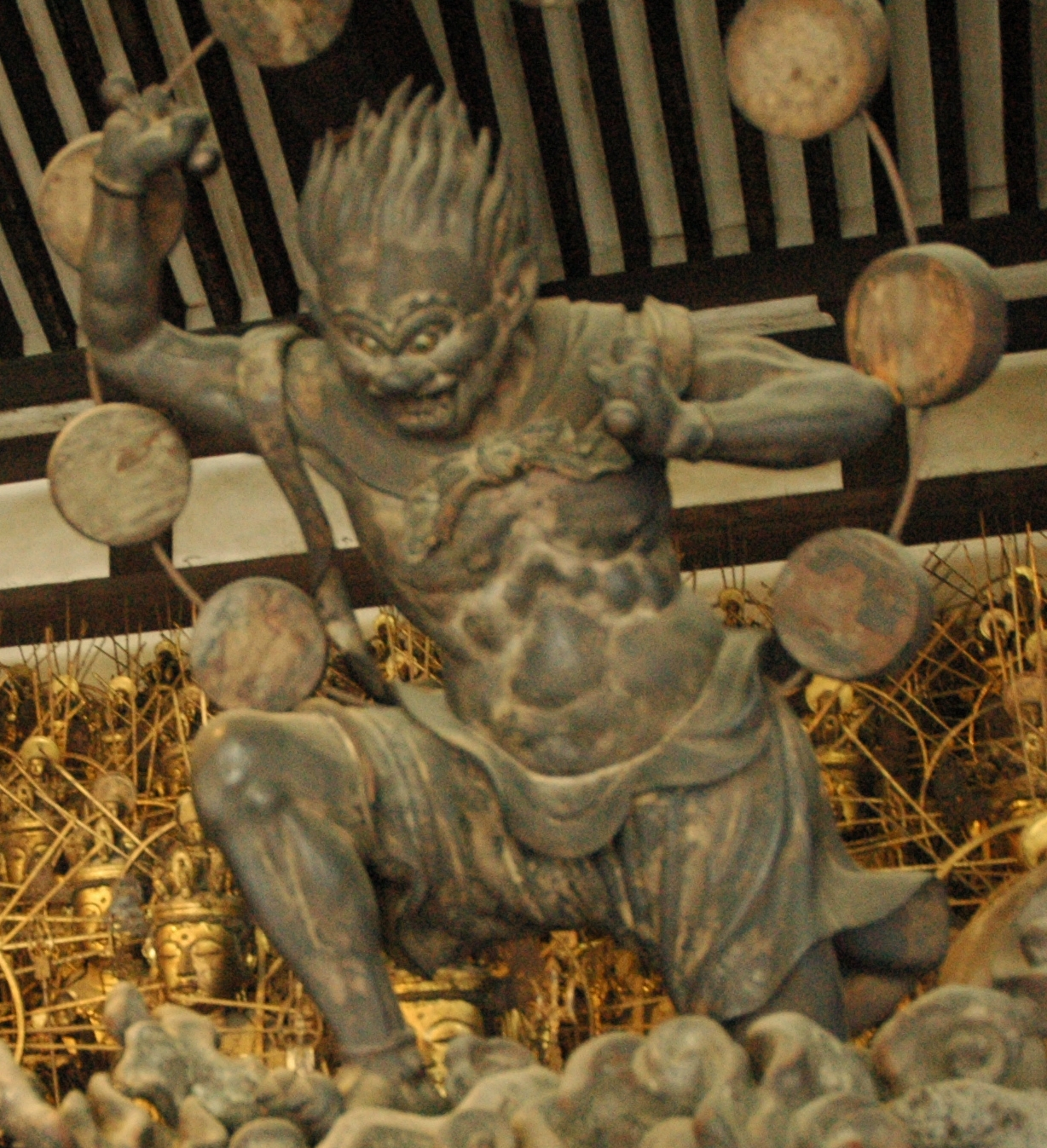
Синтоистский бог Райдзин имеет большое сходство с Джеком-прыгуном.

Наконец, можно провести определённые параллели образа Джека-прыгуна с фигурой «озорного» японского бога грома Райдзина, который описывается как чёрный, с красными светящимися глазами и способный совершать прыжки на огромные расстояния. Правда, в отличие от Джека, Райдзин является хищником и любит кусать людей за пупки.
В Чехии есть легенда о герое Пераке, обладавшем схожими с Джеком способностями к феноменальным прыжкам и якобы сражавшемся с нацистами в Чехословакии в 1939—1945 годах. Про него были созданы комикс и мультфильм (подробнее см. в разделе «В других странах»).
18 июня 1953 года Джека-прыгуна якобы видели на пекане в одном из дворов города Хьюстон, США. Свидетели, Хильда Уокер, Джуди Мейерс и Говард Филипс, описали человека, одетого в «чёрный плащ, узкие брюки и 3/4 сапоги», который носил «облегающую одежду чёрного или серого цвета».
В южном Хардфордшире, на границе Англии и Уэльса, странствующий торговец по фамилии Маршалл будто бы встретился с Джеком в 1986 году. По его словам, рядом с ним внезапно возник человек, который ударил его по лицу, а затем скрылся, совершая гигантские прыжки. Внешне он описывал нападавшего как человека, «одетого в лыжный костюм, с заострённым и удлинённым подбородком».

## Версии о природе Джека-прыгуна
Никто не был опознан или пойман как Джек-прыгун. Это обстоятельство в сочетании с приписываемыми ему необычайными способностями и весьма длительным периодом времени, на протяжении которого появлялись сообщения о нём, привело к появлению всевозможных теорий и версий о его природе, происхождении и личности. Многие исследователи пытаются дать событиям, связанным с Джеком, рационалистическое объяснение, находятся те, кто исследовали эту проблему с «фантастических» позиций.

### Точка зрения скептиков

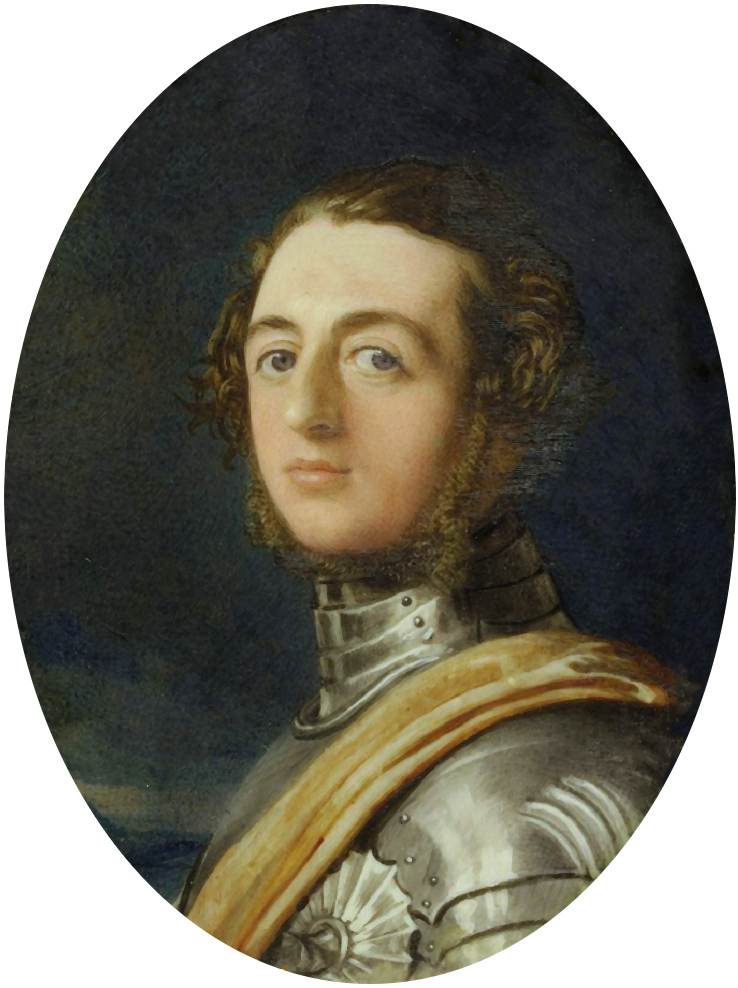
Маркиз Генри Уотерфорд (1840 год)

Скептически настроенные исследователи считают сообщения о Джеке-прыгуне примером массовой истерии, развившейся на фоне различных историй о призраках и дьяволах, бытовавших в Англии на протяжении веков, или преувеличенными городскими легендами о, возможно, реальном человеке, карабкавшемся по крышам домов и утверждавшем, что он одержим дьяволом.
Другие же исследователи допускают, что некий человек (или люди), возможно, был реальным «исполнителем роли» Джека-прыгуна, породив впоследствии множество подражателей. Изначально Джек-прыгун не считался фантастическим существом, а признавался реальным человеком или несколькими лицами с жутким чувством юмора. Эта точка зрения близка к официальному письму лорда-мэра Лондона, в котором он обвинил группу молодых аристократов как преступников, устроивших между собой чудовищное и аморальное пари. Народная молва в 1840 году указывала на ирландского маркиза Генри Уотерфорда как на возможного подозреваемого. Исследователь Хайнинг предположил, что идея стать Джеком-прыгуном вполне могла прийти ему в голову на почве его постоянных «неудачных» взаимоотношений с женщинами и полицией. Также предполагалось, что маркиз, увлекаясь техническими науками и изобретательством, а также будучи хорошим спортсменом-гребцом, теоретически мог разработать какие-то устройства, позволившие ему совершать огромные прыжки и выдувать огонь изо рта, чтобы сделать своего персонажа более страшным. Неоднократно вспоминались показания слуги сэра Эйсфорта — мальчика-лакея, который успел разглядеть на спине Джека герб с буквой «W», которая совпадала с первой буквой фамилии Уотерфорда (Waterford).
Этот маркиз был довольно известен в Англии в конце 1830-х годов своими частыми пьяными драками, вандализмом и разнообразными жестокими шутками, а из-за своей любви к пари с громадными ставками, безобразного поведения и презрительного отношения к женщинам он получил прозвище «Безумный маркиз». Известно также, что он находился в районе Лондона в первые месяцы после первых появлений Джека-прыгуна. Однако же летописец семьи Уотерфорд записал, что 23 февраля в тот день, когда произошло появление Джека на Тёрнер-стрит, маркиз находился в своём родовом замке. В 1880 году маркиз Уотерсфорд был назван доктором Кобхэмом Брюэром реальным Джеком-прыгуном. В частности, этот автор писал, что маркиз, «делал это для собственного развлечения: он заставал прохожих врасплох, пугал их, а другие время от времени следовали примеру его глупости». В 1842 году маркиз женился и поселился в Курагморе, в Уотерфорде, где якобы вёл примерную жизнь, пока в 1859 году не погиб в результате крушения своего экипажа. После его смерти Джек-прыгун был активен ещё в течение многих десятилетий, и современных исследователей этот факт приводит к тому же выводу, что и Брюэра: маркиз Уотерфорд ответственен за появление Джека-прыгуна как такового, в то время как впоследствии нашлись «шутники», которые продолжили его «дело» и после его смерти.
Также скептики утверждают, что история Джека-прыгуна была сильно преувеличена и изменена с помощью массовой истерии — этому, возможно, способствовали многие социологические процессы того времени. Сюда можно отнести всевозможные слухи, суеверия, фольклор, «сенсации», вымышленные истории о феях и различных странных существах. Сплетни о способностях Джека к прыжкам, выдуванию огня, неуязвимости и постоянному уходу от поимки захватили умы суеверной общественности — это проявляется прежде всего в том, что старение в легендах было над Джеком не властно, он всегда описывался будучи примерно в одном возрасте. Таким образом, вся городская легенда о нём построена вокруг персонажа, который делает популярными определённые издания (в частности — журналы, где печатались истории про Джека), который в свою очередь благодаря им сам становится всё популярнее.

### Паранормальные гипотезы
Джека-прыгуна считали:
- внеземным пришельцем;
- жителем параллельного мира или другой Вселенной, имеющей иное количество измерений, попавшим в наш мир через «червоточину» или «дверь»;
- демоном, которого случайно или намеренно вызвали в этот мир оккультисты или те, кто хотел духовных потрясений общества;
- андроидом или роботом неизвестного времени и места создания.

Последователи Чарльза Форта, в частности — Лорен Колеман и Джером Кларк, относили Джека-прыгуна к так называемым «нападающим фантомам», другими примерами которых являются Мэд Гассер из Маттона и «фантом-клоун». Типичные «нападающие фантомы» являются людьми, но с необычными способностями (как способность Джека к прыжкам) и/или с невозможностью их поимки. Жертвы обычно подвергаются «атакам» в своих спальнях, около жилых домов. Они могут сообщать о припадках и параличе во время таких нападений, но, с другой стороны, — и описать «атаки», в которых они отбились от нападавшего. Многие сообщения могут быть объяснены с точки зрения психологии как сонный паралич, который неоднократно упоминается в фольклоре и признан психологами одной из форм галлюцинаций. В наиболее «тяжёлых» случаях об «атаке» могут свидетельствовать несколько человек и она может подтверждаться какими-то вещественными уликами, однако доказать существование нападавшего не удаётся.
Существует легенда, что в немецкой армии в конце Второй мировой войны проводились исследования и опыты по созданию устройства, позволяющего человеку прыгать подобно Джеку, но будто бы 85 % опытов закончились для испытуемых переломами щиколоток или колен. Хотя создание подобного устройства на основе углеродного волокна сегодня теоретически возможно.

## Культурное влияние образа Джека-прыгуна

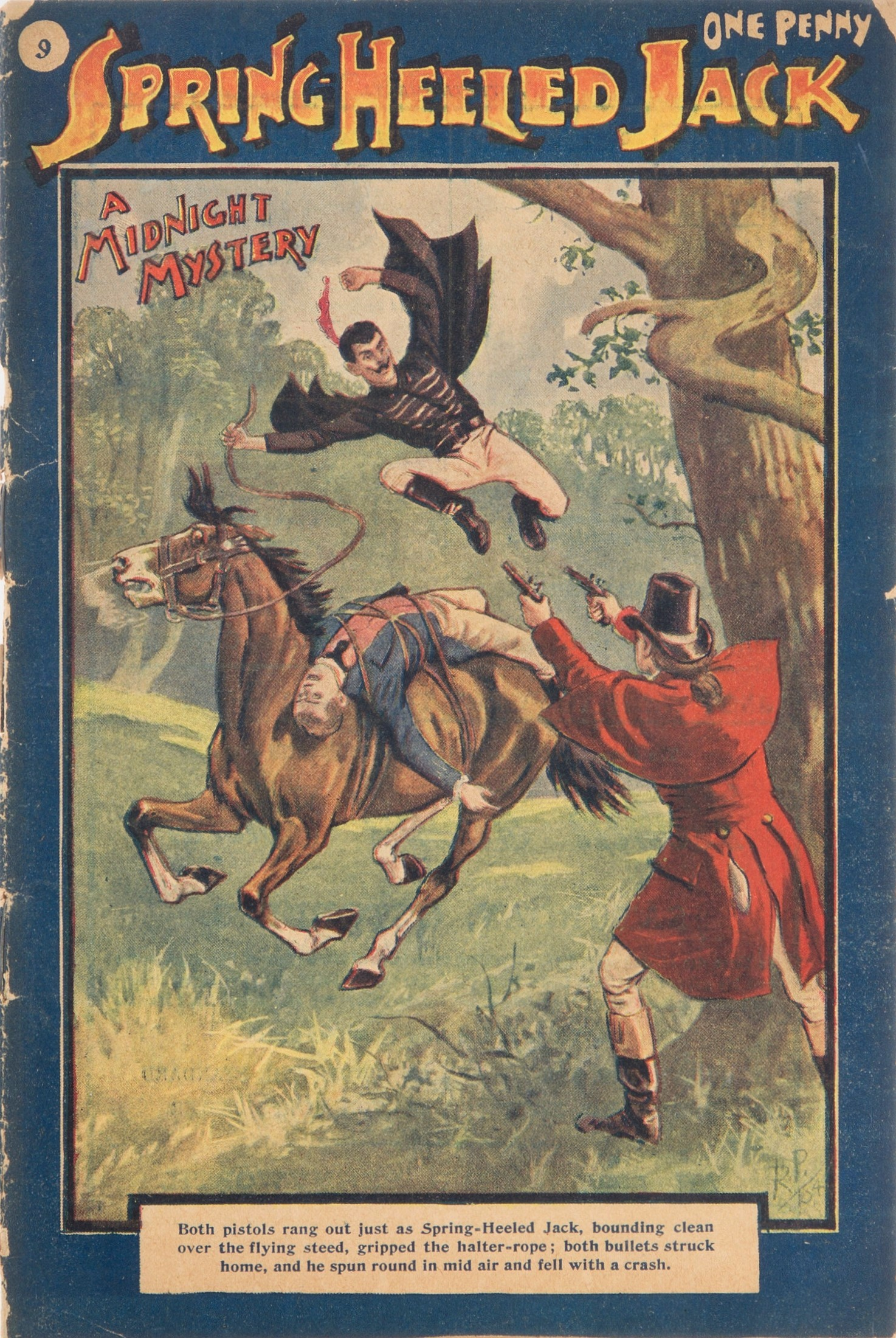
Джек-прыгун на обложке журнала Penny Dreadful (около 1904 года).

В течение десятилетий имя Джека-прыгуна в Англии, особенно в Лондоне, приравнивалось к Бугимену, которым пугали непослушных детей: якобы тех их сверстников, что плохо себя ведут, Джек-прыгун по ночам уносит прямо из их кроватей через окна спален.
Став «достоянием общественности» почти сразу же после первого своего появления, Джек превратился в «успешного» вымышленного персонажа, очень часто становясь главным героем историй в дешёвых журналах вроде «Penny Dreadful» (буквально «ужасы за один пенни») в период с 1840 по 1904 годы. Также в те годы было написано и поставлено несколько бульварных пьес, где Джек был центральным персонажем.
Наиболее известными литературными произведениями о вымышленном Джеке-прыгуне стали:
- Пьеса Джона Томаса Хейнса, написанная в 1840 году, под названием «Джек-прыгун: террор в Лондоне», где Джек предстаёт разбойником, нападающим на женщин и делающим это потому, что когда-то возлюбленная его предала.
- Пьеса 1849 года «Проклятие Врэйдонов» за авторством некого Уиллиса, где Джек-прыгун изображён в роли предателя и шпиона Наполеона Бонапарта, изображающего из себя призрака.
- Пьеса 1863 года «Джек-прыгун, или злой бандит» за авторством Фредерика Хезлтона.
- «Джек-прыгун: террор в Лондоне», журналы «ужасы за один пенни», издаваемые компанией «The Newsagents’ Publishing Company», около 1864—1867 годов.
- «Джек-прыгун: террор в Лондоне», еженедельные выпуски 1878—1879 годов за 48 пенни «для мальчиков», написанные или ветераном литературы ужасов Джорджем Огастесом Генри Сала, или Альфредом Буранже под псевдонимом Чарльтон Ли.
- «Джек-прыгун, или скрытая тайна башни», новелла, написанная полковником Томасом Монстери (Мюнстером), публиковалась 4 марта 1885 года в PDBeadle’s New York Dime Library" за номером 332.
- Фельетон в сорока восьми частях, написанный Альфредом Буранже под псевдонимом Чарльтон Ли, изданный Чарльзом Фоксом.
- Изменённая версия историй 1904 года от Альфреда Буранже.
- Фильм режиссёра Пауля Лени «Das Wachsfigurenkabinett (Waxworks)» 1924 года, показывающий героя в паре с Джеком-потрошителем.
- Спектакль под названием «Проклятие Врэйдонов» по материалам журналов ужасов и пьесы 1849 года, созданный в 1928 году швейцарским сюрреалистом Морисом Сандозом.
- Британский фильм 1946 года — экранизация этого спектакля, с Тодом Содлервом в главной роли.

Первоначально Джек-прыгун изображался в качестве жестокого злодея, но впоследствии его образ был пересмотрен, и уже к 1860-м годам (то есть когда его «реальные» нападения ещё вовсю продолжались) он начал приобретать черты «супергероя» в дешёвых триллерах, где был главным героем; в издании 1904 года он уже изображается вполне положительным (пусть и не вполне однозначным) героем.
Несмотря на фактическое отсутствие литературной ценности произведений о Джеке-прыгуне, его образ оказал огромное влияние на дешёвые журналы историй и комиксы о всевозможных супергероях, ибо возник гораздо раньше тех же Супермена и Бэтмена, появившихся уже в XX веке, а его образ как фехтовальщика связан со знаменитым Зорро, который тоже наверняка придуман под впечатлением от романа 1904 года. Но на сегодняшний день эта сторона культурного влияния образа Джека-прыгуна практически забыта.
В 1970-е годы он появился в нескольких английских мультфильмах («Джек, прыгающий фантом», «Прыгун Джок», «Прыгун Джексон»). Через несколько десятилетий авторы комиксов Монте Кертис, Кевин Олсон и Дэвид Хичкок создали небольшую серию комиксов о Джеке-прыгуне, выдержанную в «тёмном» постмодернистском стиле. Джек в этих комиксах — своеобразный положительный герой.
Филип Пулман, написавший в 1988 году роман «Джек-прыгун: История храбрости и зла» в стиле старых дешёвых триллеров викторианской эпохи, где Джек одет в костюм дьявола, но показан не злодеем, а тем, кто сам хочет напугать и наказать злодеев.
Стивен Кинг в его рассказе «Земляничная весна», попытке «осовременить» историю Джека (рассказ был впервые опубликован в Urbis’е, литературном журнале штата Мэн в Ороно, а в 2001 году по нему снят фильм режиссёром Дэвидом Линдером);
японский мультипликатор Каджуро Фуджима в своём аниме «Чёрный музей: Джек-прыгун».
«Объяснение» паранормальных способностей Джека можно найти в книге «Anubis Gate» Тима Паурса.
В серии научно-фантастических романов «Первобытный» его черты угадываются в персонаже Рапторе (действующем в подцикле «XIX век начинается»).
Джек-прыгун играет важную роль в романе «Привратник» из цикла про Баффи, истребительницу вампиров.
В одной из серий мультсериала «Приключения Джеки Чана» похожий на него персонаж с пружинами на ногах появляется под именем «Тролль-как-тварь»; победить его можно броском в него щепоткой соли.
Даже в детской книжке «Phantomias» из серии книг от Уолта Диснея в мягкой обложке (выпуск 41: Разный Дональд) можно увидеть черты Джека в одном из персонажей, пусть книга в большей степени пародирует фильм «Фантомас».
Певец Моррисси исполнил песню «Spring-Heeled Jim», вдохновлённую легендой о «Джеке-прыгуне» и включённую в 1994 году в его альбом «Vauxhall and I» и переизданную через год в его альбоме «Morrissey’s World». Были зарегистрированы швейцарский рок-дуэт «Джек-прыгун» и скар-метал[неизвестный термин] группа «Джек-прыгун» из США.

## Упоминание в играх
Джек-прыгун упоминается в игре The Elder Scrolls IV: Oblivion как Springheel Jack, а в русской локализации ошибочно — «Быстроногий Джек», знаменитый вор, обладавший необычайными акробатическими способностями и живший за 300 лет до действия игры. В одной из миссий для гильдии воров нужно украсть артефакт — сапоги Быстроногого Джека, которые значительно увеличивают акробатику их владельца и дают возможность совершать огромные прыжки.
В 1991 году Джек-прыгун стал одним из персонажей коллекционного проекта «Monster in My Pocket».
В 2004 году Джек-прыгун появился в настольной РПГ Omlevex, где он стал главным врагом Lacie Delmont.
Для немецкой настольной игры «Господин Джек» существует дополнение, включающее в себя среди прочего персонажа по имени Джек-прыгун, вдохновлённого образом героя.
Джек-прыгун является антагонистом нескольких побочных миссий в игре Assassin’s Creed Syndicate, где игроку предлагается поймать и разоблачить его, однако это невозможно сюжетно — по завершении миссий Джек по-прежнему остаётся неразрешённой загадкой.
В сеттинге под систему настольных ролевых игр Savage Worlds под названием Rippers («Потрошители»; действие игры происходит в викторианскую эпоху и название отсылает к Джеку-потрошителю) Джек-прыгун — один из членов тайного общества борцов с чудовищами, возглавляемого ван Хельсингом. В этом варианте это эксцентричный изобретатель, использующий маску с огнемётом, крылья-планер и прыжковые ботинки. 

## В других странах
Также необходимо упомянуть о Пераке — персонаже чешских легенд времён Второй мировой войны, который обладал схожими с Джеком-прыгуном способностями: прыгучестью, неуловимостью; в их внешнем облике также имеется немало схожих черт. Перак — прекрасный пример того, насколько широкий резонанс и вливание в иной городской фольклор может иметь городская легенда. Сначала про Перака писали комиксы (главным автором был Майк Даш), а затем режиссёр Иржи Трнка даже снял мультфильм, где он сражался с офицерами СС.

## Комментарии
1. ↑  [Sharon McGovern («The Legend of Spring Heeled Jack»)] утверждает, что в письме к редактору Sheffield Times от 1808 года, то есть за годы до 1837 года, говорится о привидении с тем же именем; МакГоверн никаким образом не уточняет дату «1808 год» касательно числа и месяца, что делает невозможным проверку информации об этом письме, а равно и не ссылается на какой-либо вторичный источник (как касательно данного факта, так и в принципе). Кроме того, газета Sheffield Times начала выходить в свет лишь в апреле 1846 года.
2. ↑  Сведения об инциденте в Эдинбурге, ошибочно принятом за наблюдение Джека-прыгуна, см. в The Weekly Scotsman, выпуск за 16 января 1897.